# Теодосій Шибалич (єпископ)
Феодо́сій (серб. Теодосије, в миру Живко Шибалич, серб. Живко Шибалић, 29 червня 1963 Чачак,Сербія) — єпископ Православної церкви Сербії, з 18 листопада 2010 року - єпископ Расько-Прізренської єпархії; виконувач обов'язків ректора Сербської духовної семінарії у Прізрені.

## Біографія
Народився 29 червня 1963 року в Чачаку в сім'ї Мілана і Біляни (уродженої Йович; згодом вона прийняла чернецтво з ім'ям Марта).
Закінчив початкову в Горні і середню школу в Ужице, вступив на Богословський факультет Сербської православної церкви в Белграді.

### Монах і священик
6 січня 1987 року прийнятий послушником в Монастир Црна-Ріка, де жив під духовним керівництвом ігумена Артемія Радосавлевича.
21 листопада 1989 року в Монастирі Црна Ріка, на його престольне свято, був пострижений у чернецтво з ім'ям Теодосій на честь преподобного Теодосія Великого.
На світлу Середу 1990 року в кафедральному соборному храмі великомученика Георгія в Призрені єпископом Расько-Призренським Павлом Стойчевичем був висвячений в сан ієродиякона.
З травня 1991 до березня 1992 року ніс послух при Єпархіальній резиденції в Прізрені на посаді диякона і водія єпископа Артемія Радослвлевича, який змінив на Расько-Прізренській кафедрі єпископа Павла, який був обраний Патріархом Сербським.
15 лютого 1992 року в свято Стрітення Господнього був висвячений в сан ієромонаха єпископом Расько-Прізренським Артемійєм Радосавлевичем.
У березні 1992 року з благословення архієрея разом з кількома ченцями з монастиря Црна Ріка переселився в Монастир Високі Дечани, настоятелем якого був призначений 22 жовтня 1992.
Монастир Високі Дечани під керівництвом єпископа Артемія і ігумена Теодосія виріс в найбільший чоловічий монастир Сербської православної церкви. У монастирі велася різноманітна діяльність: різьблення по дереву, іконописання, виробництво свічок, видавнича діяльність і т. Д. Монастирські виноградники у Великій Хочі поблизу Ораховців дозволяли виробляти традиційне дечанське вино і ракію.
У цей час різко загострилися міжнаціональні відносини на Косово і Метохії, і почалося відкрите збройне зіткнення. Ігумен Теодосій намагався, крім регулярного богослужіння і чернечого життя, встановити безпосередній контакт з віруючим народом і допомогти всім, кому була потрібна допомога в ці важкі дні. Уже з середини 1998 року монастир прийняв у своїх стінах перших сербських біженців, а після ескалації конфлікту, воєнних дій і бомбардувань Сербії з боку НАТО на початку 1999 року Дечанський монастир організовує активну гуманітарну допомогу для мирних жителів. Ігумен Теодосій і його ченці відвідували містечко Дечани і навколишні села, привозили їжу і засоби гігієни, не акцентуючи на різниці між людьми за національною ознакою.
Одним з найважчих випробувань для ігумена Теодосія, братії Дечанського монастиря і всієї Расько-Прізренської єпархії був березневий погром 2004 року, коли протягом двох днів було підпалено 35 православних святинь і вигнано понад 5 тисяч православних сербів. У зв'язку з необхідністю активізації Церкви на цій території Архієрейський Собор Сербської православної церкви, що пройшов 10-19 травня 2004 року, ухвалив рішення про обрання ігумена Теодосія, настоятеля монастиря Високі Дечани, титулярним єпископом Липлянським (з давньої єпископії міста Ульпіан або Юстиніана Секунда), вікарієм Расько-Прізренської єпархії, з резиденцією в монастирі Високі Дечани.

### Єпископське служіння
20 червня 2004 року в Монастирі Високі Дечани хіротонізований на єпископа Липлянського. Хіротонію здійснили: єпископ Расько-Призренський Артемій Радосавлевич, митрополит Чорногорсько-Приморський Амфілохій Радович, митрополит Козанський Амвросій (Елладська православна церква), митрополит Велешський Іоанн Вранішковський, єпископ Нішський Іриней Гаврилович, єпископ Зворницько-Тузланський Василь Качавенда, єпископ Будімський Лукіан Пантелич, єпископ Канадський Георгій Джокич, єпископ Бацький Іриней Булович, єпископ Середньоєвропейський Костянтин Джокич, єпископ Враньський Пахомій Гачич, єпископ Шумадійський Іоанн Младенвич, єпископ Будімлянсько-Нікшіцький Іоанникій Мічович, єпископ Захумсько-Герцеговацький Григорій Дурич, єпископ Егарський Порфирій Перич, єпископ Велицький Іоаким Йовчеський і єпископ-емерит Атанасій Євтич.
У травні 2005 року рішенням Архієрейського Собору єпископу Теодосію було доручено відновлення храмів і монастирів знищених під час Березневого погрому 2004.
18 листопада 2010 року рішенням Архієрейського собору Сербської православної церкви призначений керуючим Расько-Прізренською єпархією. 
Православними сербськими ультраконсерваторами, прихильниками поваленого Артемія Радосавлевича, вважається екуменістом незважаючи на те, що не відомо жодного випадку, коли сам єпископ Теодосій називав себе екуменістом, або говорив про те, що співчуває таким.